# بطولة أمريكا الجنوبية لكرة الطائرة للرجال 1971
أقيمت بطولة أمريكا الجنوبية لكرة الطائرة للرجال 1971 في نسختها التاسعة في مونتيفيديو في الأوروغواي.

## الترتيب النهائي
| المركز | المنتخب    |
| ------ | ---------- |
|        | البرازيل   |
|        | الأوروغواي |
|        | الأرجنتين  |
| 4      | تشيلي      |
| 5      | كولومبيا   |
| 6      | بيرو       |
| 7      | باراغواي   |
| 8      | بوليفيا    |

1. 1 2 3 4 5 6 7 8 9  "Sud. Mayores - Masculino". كونفدرالية أمريكا الجنوبية لكرة الطائرة. اطلع عليه بتاريخ 2023-11-20.